# 俄克拉荷马影评人协会
俄克拉荷马影评人协会（英語：Oklahoma Film Critics Circle）是美国南部的一个影评人协会。

## 分类
其主要奖项有：
- 最佳男主角
- 最佳女主角
- 最佳导演
- 最佳影片
- 最佳男配角
- 最佳女配角
- 最佳动画片
- 最佳纪录片
- 最佳第一部影片
- 最佳外语片
- 最差影片（英語：Obviously Worst Film）
- 不太明显的烂片（英語：Not-So-Obviously Worst Film）

## 多奖得主
俄克拉荷马影评人协会奖多奖得主主要有：《艺术家》、《逃离德黑兰》。